# Operation Guds Vrede
Operation Guds Vrede (Engelsk: Operation Wrath of God, Hebraisk : Mivtza Za'am Ha'el), også kaldet Operation Bayonet, var en hemmelig operation beordret af Israel og Mossad for at myrde dem, der direkte eller indirekte forøvede München-massakren. Deres mål inkluderede medlemmer af den palæstinensiske militante gruppe Sorte September, som var ansvarlige for massakren på israelske sportsfolk ved OL i i München i 1972 (München-massakren), og medlemmer af PLO, som var anklaget for at have været involveret. Autoriseret til at begynde i efteråret 1972 af daværende israelske premierminister Golda Meïr har operationen muligvis været fortsat i op til 20 år.
Gennem denne årrække dræbtes utallige palæstinensere og arabere over hele Europa af hemmelige israelske snigmordsenheder, inklusiv drabet på en uskyldig tjener i Lillehammer, Norge, som er kendt som Lillehammer-sagen. Yderligere blev militære angreb foretaget af israelske kommandotropper dybt inde i Libanon til likvidering af højt profilerede palæstinensere.
Rækken af mord forårsagede gengældelsesangreb og repressalier fra Sorte September mod forskellige israelske regeringsmål. Senere har der også været stor kritik af Israel for valg af mål, brug af taktik og generelle effektivitet ved operationen.
Grundet de hemmelige omstændigheder omkring operationen, har det været svært at bekræfte detaljer fra en enkelt kilde, inklusive historien om israelsk-fødte Yuval Aviv, som har påstået, at han har været leder af en israelsk snigmordsenhed, men som er blevet afvist fra officielle israelske kilder.
Historien om Operation Guds Vrede har været skildret i de to film, Sword of Gideon (1986) og Steven Spielbergs Munich (2005).